# 75971 Unkingalls
75971 Unkingalls este o planetă minoră (asteroid) din centura de asteroizi. A fost descoperită pe 7 februarie 2000 la Catalina Station⁠(d) de Catalina Sky Survey și a fost numită după Albert Graham Ingalls⁠(d). 
Obiectul prezintă o orbită caracterizată de o semiaxă mare de 2,7174618925489 UAi, o excentricitate de 0,10318665405817, o înclinație de 8,5281659294751 ° în raport cu ecliptica.